# Grande Miquelon
Grande Miquelon est une presqu'île française qui, avec celles de Langlade et du Cap, forme l'île de Miquelon, dans l'archipel de Saint-Pierre-et-Miquelon.

## Géographie

### Topographie
Grande Miquelon forme la partie nord de l'île de Miquelon et, avec ses 110 km2, la plus grande portion de sa superficie.
 
Elle est reliée au sud à Langlade par l'isthme de Miquelon-Langlade, un tombolo sableux d'une douzaine de kilomètres de long, séparé en deux dans sa partie septentrionale par la lagune du Grand Barachois.

Au nord-ouest, elle est également reliée à la presqu'île du Cap par un autre tombolo, la « dune de Miquelon » bordée sur son côté est par le Grand Étang.
Grande Miquelon culmine à 240 m d'altitude au morne de la Grande Montagne, également point culminant de l'archipel. Parmi les autres sommets : le Grand morne à Sylvain (222 m), le morne de Suroit (222 m) le morne de la Presqu'Île (219 m), le morne du Noroit de l'Étang aux Outardes (215 m), les mornes à Blondin (185 m), le morne du Ruisseau Creux (155 m) et le morne de Bellevue (126 m).

### Hydrographie
Grande Miquelon est constellée de petits lacs et d'étangs. Elle comporte également plusieurs lagunes, comme le Grand Barachois au sud, formé par l'isthme de Miquelon-Langlade, l'étang de Mirande au nord, formé par la dune de Mirande, et le Grand Étang de Miquelon au nord-ouest, formé par la dune de Miquelon et qui sépare Grande Miquelon de l'île du Cap et du village de Miquelon.
La presqu'île comporte quelques cours d'eau, comme le ruisseau du Renard, le ruisseau Creux, le ruisseau de la Pointe du Cheval, le ruisseau de la Mère Durand, le ruisseau à Sylvain et le ruisseau des Godiches.

## Administration
Administrativement, Grande Miquelon fait partie de la commune de Miquelon-Langlade. Elle ne comporte que quelques habitations relativement isolées les unes des autres. Une route suit la côte ouest de l'île, reliant le village de Miquelon au nord-ouest (qui se trouve sur l'ancienne île du Cap) à Langlade au sud, dans le prolongement de la route nationale 3. Une autre route dessert le nord de la presqu'île.

## Histoire
Elle est rattachée par un isthme sableux depuis le XVIIIe siècle à l'île de Langlade (ou Petite Miquelon).